# Godziny szczytu
Godziny szczytu (ang. Rush Hour) – film akcji z roku 1998. W głównych rolach występują Jackie Chan i Chris Tucker.
W następstwie sukcesu tego filmu nakręcono później Godziny szczytu 2 (2001) i Godziny szczytu 3 (2007).

## Fabuła
Inspektor Lee, policjant z Hongkongu (w tej roli Jackie Chan), zostaje wysłany do Stanów Zjednoczonych w celu odnalezienia porwanej córki konsula Hana. Tam spotka czarnoskórego oficera policji, z którym podejmie współpracę. James Carter (z Los Angeles Police Department) trzyma detektywa Lee (Jackie Chan) z dala od sprawy, ale tylko do czasu, gdyż ten mu ucieka i wybiera się do domu konsula po to, żeby pomóc agentom Federalnego Biura Śledczego (FBI) w śledztwie. James Carter i detektyw Lee zostają partnerami. Na początku w ogóle za sobą nie przepadają, ponieważ James Carter przez cały czas gada i nie umie milczeć, ich relacje się poprawiają wtedy, gdy wiedzą o tym, że są na siebie skazani do końca sprawy.

## Obsada
- Jackie Chan jako detektyw inspektor Lee
- Chris Tucker jako detektyw James Carter
- Tom Wilkinson jako Thomas Griffin/Juntao
- Tzi Ma jako konsul Solon Han
- Julia Hsu jako Soo Yang Han, córka konsula Solona Hana
- Ken Leung jako Sang
- Elizabeth Peña jako detektyw Tania Johnson
- Mark Rolston jako agent specjalny FBI Warren Russ
- Rex Linn jako agent FBI Dan Whitney
- Chris Penn jako Clive Cod
- Philip Baker Hall jako kapitan William Diel
- John Hawkes jako Stucky
- Clifton Powell jako Luke
- Kevin Lowe jako agent FBI
- Billy Devlin jako agent FBI
- Barry Shabaka Henley jako Bobby
- Christine Ng jako stewardesa
- George Cheung jako kierowca wiozący Soo Yang

## Produkcja
Zdjęcia do filmu kręcono w Hongkongu, a także w Los Angeles, Pasadenie i Beverly Hills (Kalifornia).

## Odbiór
Film Godziny szczytu spotkał się z mieszaną reakcją krytyków. W serwisie Rotten Tomatoes, 60% z siedemdziesięciu recenzji filmu są mieszane (średnia ocen wyniosła 6 na 10). Na portalu Metacritic średnia ocen z 23 recenzji wyniosła 60 punktów na 100.

## Nagrody i nominacje
| Rok  | Miejsce                               | Nagroda       | Kategoria                                                                                 | Odbiorcy i nominowani                                            | Wynik     |
| ---- | ------------------------------------- | ------------- | ----------------------------------------------------------------------------------------- | ---------------------------------------------------------------- | --------- |
| 1999 | 48. ceremonia wręczenia nagród Grammy | Grammy        | Najlepsza kompozycja instrumentalna napisana dla filmu kinowego lub na potrzeby telewizji | Lalo Schifrin                                                    | nominacja |
| 1999 | MTV Movie Awards 1999                 | Złoty Popcorn | Najlepszy duet                                                                            | Chris Tucker i Jackie Chan                                       | wygrana   |
| 1999 | MTV Movie Awards 1999                 | Złoty Popcorn | Najlepsza rola komediowa                                                                  | Chris Tucker                                                     | nominacja |
| 1999 | MTV Movie Awards 1999                 | Złoty Popcorn | Najlepsza piosenka filmowa                                                                | „Can I Get A...” – Jay-Z                                         | nominacja |
| 1999 | MTV Movie Awards 1999                 | Złoty Popcorn | Najlepsza scena walki                                                                     | Chris Tucker i Jackie Chan za walkę przeciwko chińskiemu gangowi | nominacja |
| 1999 | Nickelodeon Kids’ Choice Awards 1999  | Sterowiec     | Ulubiony aktor filmowy                                                                    | Chris Tucker                                                     | wygrana   |